# 3 Heures du Castellet 2013
Navigation
Édition précédente Édition suivante
Les 3 Heures du Castellet 2013, disputées le 28 septembre 2013 sur le circuit Paul-Ricard dans le cadre des World Series by Renault, sont la vingtième édition de cette course, la deuxième sur un format de trois heures, et la cinquième et dernière manche de l'European Le Mans Series 2013.

## Course

### Classement de la course
Voici le classement provisoire au terme de la course.
- Les vainqueurs de chaque catégorie sont signalés par un fond jauni.
- Pour la colonne Pneus, il faut passer le curseur au-dessus du modèle pour connaître le manufacturier de pneumatiques.

| Pos  | Classe | no | Écurie                   | Pilotes                                                | Châssis                       | Pneus | Tours | Temps       |
| Pos  | Classe | no | Écurie                   | Pilotes                                                | Moteur                        | Pneus | Tours | Temps       |
| ---- | ------ | -- | ------------------------ | ------------------------------------------------------ | ----------------------------- | ----- | ----- | ----------- |
| 1    | LMP2   | 18 | Murphy Prototypes        | Brendon Hartley Jonathan Hirschi                       | Oreca 03                      | D     | 93    | 3:01'04.351 |
| 1    | LMP2   | 18 | Murphy Prototypes        | Brendon Hartley Jonathan Hirschi                       | Nissan VK45DE 4,5 L V8 Atmo   | D     | 93    | 3:01'04.351 |
| 2    | LMP2   | 43 | Morand Racing            | Natacha Gachnang Christian Klien                       | Morgan LMP2                   | D     | 93    | + 6.255     |
| 2    | LMP2   | 43 | Morand Racing            | Natacha Gachnang Christian Klien                       | Judd HK 3,6 L V8 Atmo         | D     | 93    | + 6.255     |
| 3    | LMP2   | 38 | Jota Sport               | Simon Dolan Oliver Turvey                              | Zytek Z11SN                   | D     | 93    | + 21.691    |
| 3    | LMP2   | 38 | Jota Sport               | Simon Dolan Oliver Turvey                              | Nissan VK45DE 4,5 L V8 Atmo   | D     | 93    | + 21.691    |
| 4    | LMP2   | 36 | Signatech Alpine         | Pierre Ragues Nelson Panciatici                        | Alpine A450                   | M     | 93    | + 1'24.350  |
| 4    | LMP2   | 36 | Signatech Alpine         | Pierre Ragues Nelson Panciatici                        | Nissan VK45DE 4,5 L V8 Atmo   | M     | 93    | + 1'24.350  |
| 5    | LMP2   | 4  | Boutsen Ginion Racing    | Alex Kapadia Renaud Kuppens James Swift                | Oreca 03                      | D     | 93    | + 1'38.954  |
| 5    | LMP2   | 4  | Boutsen Ginion Racing    | Alex Kapadia Renaud Kuppens James Swift                | Nissan VK45DE 4,5 L V8 Atmo   | D     | 93    | + 1'38.954  |
| 6    | LMP2   | 37 | SMP Racing               | Maurizio Mediani Sergey Zlobin                         | Oreca 03                      | D     | 92    | + 1 tour    |
| 6    | LMP2   | 37 | SMP Racing               | Maurizio Mediani Sergey Zlobin                         | Nissan VK45DE 4,5 L V8 Atmo   | D     | 92    | + 1 tour    |
| 7    | LMP2   | 34 | Race Performance         | Michel Frey Marcello Marateotto                        | Oreca 03                      | D     | 91    | + 2 tours   |
| 7    | LMP2   | 34 | Race Performance         | Michel Frey Marcello Marateotto                        | Judd HK 3,6 L V8 Atmo         | D     | 91    | + 2 tours   |
| 8    | LMPC   | 48 | Team Endurance Challenge | Soheil Ayari Anthony Pons                              | Oreca FLM09                   | M     | 90    | + 3 tours   |
| 8    | LMPC   | 48 | Team Endurance Challenge | Soheil Ayari Anthony Pons                              | Chevrolet 6,2 L V8 Atmo       | M     | 90    | + 3 tours   |
| 9    | LMGTE  | 52 | Ram Racing               | Johnny Mowlem Matt Griffin                             | Ferrari 458 Italia GT2        | M     | 90    | + 3 tours   |
| 9    | LMGTE  | 52 | Ram Racing               | Johnny Mowlem Matt Griffin                             | Ferrari F142 GT 4,5 L V8 Atmo | M     | 90    | + 3 tours   |
| 10   | LMGTE  | 66 | JMW Motorsport           | Andrea Bertolini Joël Camathias                        | Ferrari 458 Italia GT2        | D     | 89    | + 4 tours   |
| 10   | LMGTE  | 66 | JMW Motorsport           | Andrea Bertolini Joël Camathias                        | Ferrari F142 GT 4,5 L V8 Atmo | D     | 89    | + 4 tours   |
| 11   | LMGTE  | 77 | Proton Competition       | Christian Ried Klaus Bachler Nick Tandy                | Porsche 911 GT3 RSR           | M     | 89    | + 4 tours   |
| 11   | LMGTE  | 77 | Proton Competition       | Christian Ried Klaus Bachler Nick Tandy                | Porsche 4,0 L Flat-6 Atmo     | M     | 89    | + 4 tours   |
| 12   | LMGTE  | 55 | AF Corse                 | Piergiuseppe Perazzini Marco Cioci Federico Leo        | Ferrari 458 Italia GT2        | M     | 89    | + 4 tours   |
| 12   | LMGTE  | 55 | AF Corse                 | Piergiuseppe Perazzini Marco Cioci Federico Leo        | Ferrari F142 GT 4,5 L V8 Atmo | M     | 89    | + 4 tours   |
| 13   | LMGTE  | 53 | Ram Racing               | Gunnar Jeannette Frankie Montecalvo                    | Ferrari 458 Italia GT2        | M     | 88    | + 5 tours   |
| 13   | LMGTE  | 53 | Ram Racing               | Gunnar Jeannette Frankie Montecalvo                    | Ferrari F142 GT 4,5 L V8 Atmo | M     | 88    | + 5 tours   |
| 14   | GTC    | 69 | SMP Racing               | Fabio Babini Viktor Shaytar Kirill Ladygin             | Ferrari 458 Italia GT3        | M     | 88    | + 5 tours   |
| 14   | GTC    | 69 | SMP Racing               | Fabio Babini Viktor Shaytar Kirill Ladygin             | Ferrari F136 4,5 L V8 Atmo    | M     | 88    | + 5 tours   |
| 15   | GTC    | 72 | SMP Racing               | Devi Markozov Alexander Frolov Luca Persiani (en)      | Ferrari 458 Italia GT3        | M     | 87    | + 6 tours   |
| 15   | GTC    | 72 | SMP Racing               | Devi Markozov Alexander Frolov Luca Persiani (en)      | Ferrari F136 4,5 L V8 Atmo    | M     | 87    | + 6 tours   |
| 16   | LMGTE  | 75 | Prospeed Competition     | François Perrodo Emmanuel Collard                      | Porsche 911 GT3 RSR           | M     | 87    | + 6 tours   |
| 16   | LMGTE  | 75 | Prospeed Competition     | François Perrodo Emmanuel Collard                      | Porsche 4,0 L Flat-6 Atmo     | M     | 87    | + 6 tours   |
| 17   | LMGTE  | 67 | IMSA Performance Matmut  | Patrice Milesi Jean-Karl Vernay                        | Porsche 911 GT3 RSR           | M     | 87    | + 6 tours   |
| 17   | LMGTE  | 67 | IMSA Performance Matmut  | Patrice Milesi Jean-Karl Vernay                        | Porsche 4,0 L Flat-6 Atmo     | M     | 87    | + 6 tours   |
| 18   | GTC    | 86 | Scuderia Villorba Corse  | Steeve Hiesse (pl) Cédric Mézard                       | Ferrari 458 Italia GT3        | M     | 87    | + 6 tours   |
| 18   | GTC    | 86 | Scuderia Villorba Corse  | Steeve Hiesse (pl) Cédric Mézard                       | Ferrari F136 4,5 L V8 Atmo    | M     | 87    | + 6 tours   |
| 19   | GTC    | 79 | Ecurie Ecosse            | Andrew Smith Ollie Millroy Phil Quaife                 | BMW Z4 GT3                    | M     | 86    | + 7 tours   |
| 19   | GTC    | 79 | Ecurie Ecosse            | Andrew Smith Ollie Millroy Phil Quaife                 | BMW 4,4 L V8 Atmo             | M     | 86    | + 7 tours   |
| 20   | LMGTE  | 54 | AF Corse                 | Yannick Mollégol Jean-Marc Bachelier (pl) Howard Blank | Ferrari 458 Italia GT2        | M     | 86    | + 7 tours   |
| 20   | LMGTE  | 54 | AF Corse                 | Yannick Mollégol Jean-Marc Bachelier (pl) Howard Blank | Ferrari F142 GT 4,5 L V8 Atmo | M     | 86    | + 7 tours   |
| 21   | LMPC   | 49 | Team Endurance Challenge | Paul-Loup Chatin Gary Hirsch                           | Oreca FLM09                   | M     | 86    | + 7 tours   |
| 21   | LMPC   | 49 | Team Endurance Challenge | Paul-Loup Chatin Gary Hirsch                           | Chevrolet 6,2 L V8 Atmo       | M     | 86    | + 7 tours   |
| 22   | LMP2   | 1  | Thiriet par TDS Racing   | Pierre Thiriet Mathias Beche                           | Oreca 03                      | D     | 86    | + 7tours    |
| 22   | LMP2   | 1  | Thiriet par TDS Racing   | Pierre Thiriet Mathias Beche                           | Nissan VK45DE 4,5 L V8 Atmo   | D     | 86    | + 7tours    |
| 23   | GTC    | 68 | SMP Racing               | Mika Salo Boris Rotenberg Anton Ladygin (de)           | Ferrari 458 Italia GT3        | M     | 85    | + 8 tours   |
| 23   | GTC    | 68 | SMP Racing               | Mika Salo Boris Rotenberg Anton Ladygin (de)           | Ferrari F136 4,5 L V8 Atmo    | M     | 85    | + 8 tours   |
| 24   | GTC    | 85 | DKR Engineering          | Matthieu Lecuyer Thomas Accary Dimitri Enjalbert       | BMW Z4 GT3                    | M     | 85    | + 8 tours   |
| 24   | GTC    | 85 | DKR Engineering          | Matthieu Lecuyer Thomas Accary Dimitri Enjalbert       | BMW 4,4 L V8 Atmo             | M     | 85    | + 8 tours   |
| 25   | GTC    | 62 | AF Corse                 | Andrea Rizzoli Stefano Gai Lorenzo Casè (pl)           | Ferrari 458 Italia GT3        | M     | 82    | + 11 tours  |
| 25   | GTC    | 62 | AF Corse                 | Andrea Rizzoli Stefano Gai Lorenzo Casè (pl)           | Ferrari F136 4,5 L V8 Atmo    | M     | 82    | + 11 tours  |
| Abd. | GTC    | 60 | Kox Racing               | Peter Kox Nico Pronk Dennis Retera (en)                | Lamborghi Gallardo LP600 GT3  | M     | 61    |             |
| Abd. | GTC    | 60 | Kox Racing               | Peter Kox Nico Pronk Dennis Retera (en)                | Lamborghini 5,2 L V10 Atmo    | M     | 61    |             |

## Pole position et record du tour
- Pole position : Oliver Turvey sur no 38 Jota Sport en 1 min 48 s 043
- Meilleur tour en course : Brendon Hartley sur no 18 Murphy Prototypes en 1 min 51 s 134 au 6e tour.

## Tours en tête
Tours en tête
- #38 Zytek Z11SN - Jota Sport : 73 tours (1-66 / 71-77)
- #43 Morgan LMP2 - Morand Racing : 1 tour (67)
- #18 Oreca 03 - Murphy Prototypes : 19 tours (68-70 / 78-93)

## À noter
- Longueur du circuit : 5,791 km
- Distance parcourue par les vainqueurs : 538,560 km